# Yoshi
Yoshi là một chú khủng long hư cấu xuất hiện trong trò chơi điện tử do Nintendo phát hành. Yoshi ra mắt trong Super Mario World  (1990) trên Super Nintendo Entertainment System với tư cách là bạn phụ của Mario và Luigi. Yoshi là nhân vật chính của loạt Yoshi và là nhân vật phụ trong loạt Mario chẳng hạn như  Mario Party và Mario Kart, cũng như nhiều trò chơi thể thao Mario. Nó cũng xuất hiện như một nhân vật có thể chơi được trong loạt trò chơi đối kháng Super Smash Bros.. Yoshi là một thành viên của chủng loài cùng tên, được phân biệt với nhiều màu sắc.
Yoshi đã được đón nhận nồng nhiệt, với một số nhà phê bình lưu ý rằng nó là một trong những nhân vật dễ nhận biết nhất và là một trong những nhân vật phụ giỏi nhất trong trò chơi điện tử. Hình ảnh của Yoshi cũng xuất hiện trên một loạt sản phẩm, bao gồm cả quần áo và đồ sưu tầm.

## Bối cảnh ra đời

Được xem xét sau khi phát triển Super Mario Bros., thiết kế ban đầu của Yoshi khác rất nhiều so với vẻ ngoài hoàn thiện của sau này.

Sau khi phát hành game Super Mario Bros. đầu tiên vào năm 1983, Nintendo đã muốn Mario có một người bạn đồng hành, nhưng không thể được vì trình độ phát triển còn hạn chế. Sự xuất hiện của Yoshi còn bắt đầu với con rồng xanh Tamagon trong một game khác được phát hành năm 1984, cả hai đều là thằn lằn xanh nở ra từ trứng và có thể ăn thịt kẻ thù bằng cái miệng lớn và cũng phát ra tiếng ồn tương tự khi chúng nở. Trong quá trình phát triển Super Mario Bros 3, Shigeru Miyamoto đã có một số bản phác thảo xung quanh bàn làm việc của mình, bao gồm hình ảnh Mario cưỡi khủng long. Takashi Tezuka, một nhà phát triển loạt game Mario, đã suy đoán rằng sở thích cưỡi khủng long của Miyamoto cũng như các chủ đề về đất nước và phương Tây ảnh hưởng đến sự sáng tạo của Yoshi. Khái niệm Mario cưỡi khủng long cũng xuất phát từ trò chơi video Excitebike của Nintendo, có hình người đi xe máy. Tezuka một lần nữa muốn có Yoshi trong Super Mario Bros 3, nhưng vẫn không thể. Ông đã thiết kế hai bộ tăng sức mạnh (bộ đồ ếch và đuôi gấu trúc) để bù đắp cho hạn chế này.
Khi hệ thống game Nintendo tốt hơn được phát hành, Miyamoto cuối cùng cũng có thể đưa Yoshi vào video game Super Mario World. Yoshi rất nổi tiếng trong lần ra mắt này, điều này khiến cho game Super Mario World 2: Yoshi's Island tập trung vào loài Yoshi.
Phiên bản của Yoshi được thấy trong Super Mario Bros. cao 0,91 mét (3,0 ft). Yoshi được thiết kế trong phim bởi Dave Nelson. Phiên bản ngoài thực (biểu diễn Yoshi giống con rối) có gần 60 mét (200 ft) cáp và hàng trăm bộ phận chuyển động bên trong nó và được điều khiển bởi nhiều con rối. Cơ thể Yoshi được điều khiển bằng cáp, còn đầu được điều khiển bằng radio. Nelson cho biết, việc biểu diễn rối rất khó khăn. Việc tạo ra Yoshi được xử lý bởi một công ty độc lập với các nhà làm phim.

## Đặc điểm nổi bật
So với các nhân vật khác, Yoshi có nhiều đặc điểm nổi bật riêng có. Lưỡi của Yoshi rất dài, được bố trí để nuốt lấy con mồi, tóm lấy các vật ở xa hoặc tiếp cận các khu vực ngoài tầm với. Sau khi nuốt con mồi, Yoshi có thể nhổ nó ra (chỉ để tấn công), hoặc nuốt để ngay lập tức biến mồi thành một quả trứng đốm đặc biệt. Quả trứng sau đó có thể được ném vào các mục tiêu ở xa để thu thập hoặc bị làm hỏng, và tùy thuộc vào trò chơi, nó có thể phát nổ khi va chạm hoặc bắn ra khỏi mặt đất. Một kỹ thuật đặc trưng khác là "Flutter Jump" (Kiểu nhảy của Flutter),  là hành động nhanh chóng vỗ tay và chân để làm chậm bước nhảy của mình khỏi một cú nhảy hoặc thậm chí tăng chiều cao giữa không trung. Yoshi cũng là một người dùng được chú ý của Ground Pound, liên quan đến việc rơi xuống đáy trước khi nhảy để phá hủy các khối hoặc gây sát thương cho đối thủ. Trong trò chơi Super Smash Bros., Yoshi có thể được sử dụng làm vũ khí tấn công. Yoshi còn có thể tạo một quả trứng xung quanh mình, có thể được sử dụng để bảo vệ như một lá chắn chống lại các cuộc tấn công hoặc để di chuyển bằng cách lăn hoặc phóng mình. Cuối cùng, trong các sự kiện thể thao, những bức ảnh đặc biệt của Yoshi có xu hướng để lại một vệt cầu vồng phía sau quả bóng hoặc liên quan đến cầu vồng theo một cách khác.
Loài Yoshi có rất nhiều cá thể với nhiều màu sắc, được sử dụng để phân biệt từng con một. Tuy nhiên, màu sắc của Yoshi cũng có thể cung cấp thêm các khả năng tấn công hoặc di chuyển, như hơi thở bốc lửa, đôi cánh,v.v... giống như bóng bay hoặc phun nước trái cây. Trong một số trò chơi, đây là một đặc điểm của màu sắc tự nhiên của Yoshi, trong khi ở những người khác, đó là tình trạng tạm thời có được bằng cách ăn một số loại trái cây hoặc hoa. Các màu khác nhau của Yoshi xuất hiện thường xuyên trong các trò chơi nhiều người chơi dưới dạng lựa chọn thay thế, có thể có hoặc không có số liệu thống kê duy nhất so với màu xanh lục mặc định.
Trong các trò chơi mà người chơi có thể cưỡi Yoshi, Yoshi đóng vai trò là một điểm nhấn phụ, khiến người chơi bị hạ gục thay vì bất kỳ hiệu ứng tiêu cực nào khác. Điều này khiến Yoshi bắt đầu chạy loanh quanh một cách ngớ ngẩn cho đến khi được cứu sống hoặc rơi khỏi màn hình. Yoshi là không thể phá hủy, có thể tự do đi bộ trên gai, gây tổn hại nhiều hơn cho kẻ thù khi nhảy lên và có thể nhận bất kỳ số lần đánh nào mà không bị phạt thêm. Kết hợp với các sức mạnh độc đáo khác khiến Yoshi rất mạnh về các cấp độ được thiết kế cho các khả năng của Mario, trong khi một cấp độ được thiết kế cho Yoshi có thể quá khó đối với một mình Mario. Do đó, sự hiện diện của Yoshi có xu hướng bị giới hạn ở một số cấp độ nhất định; ví dụ, trong Super Mario World, Yoshi không được phép ở cấp độ ma ám hay lâu đài (được chú thích). Trong khi cưỡi Yoshi, các nhạc cụ gõ phù hợp theo chủ đề khác được thêm vào nhạc nền của cấp độ.
Trong thời đại SNES và đầu N64, giọng hát của Yoshi bao gồm những tiếng ồn ào kỷ lục cho những tương tác tích cực và những tiếng huýt sáo cho những tương tác tiêu cực. Câu chuyện của Yoshi đã mang đến cho Yoshi một giọng nói mới, được cung cấp bởi nhà soạn nhạc của trò chơi Kazumi Totaka, bao gồm những tiếng kêu trẻ con cao vút và những từ dễ hiểu bao gồm "Yoshi" và "Nintendo". Giọng nói mới này xuất hiện trong Super Smash Bros., Mario Tennis và tất cả các trò chơi kể từ Super Smash Bros. Melee. Yoshi giữ lại âm thanh ghi âm cổ điển khi được gắn kết.
Kỹ năng ngôn ngữ của Yoshi không nhất quán. Trong một số trò chơi, họ nói cùng ngôn ngữ với tất cả các nhân vật khác. Ở những người khác, họ được hiển thị với bài phát biểu của mình trong ngoặc đơn để ngụ ý nói một ngôn ngữ khác được dịch cho người chơi đọc. Đôi khi chúng được hiển thị chỉ nói từ lặp đi lặp lại "Yoshi". Cho dù các nhân vật khác có thể hiểu lời nói của Yoshi cũng không nhất quán.

## Xuất hiện
Yoshi lần đầu tiên xuất hiện trong Super Mario World với tư cách là một con khủng long mà Mario hoặc Luigi có thể cưỡi trên Thế giới Khủng long. Yoshi cũng có thể ăn kẻ thù khi Mario hoặc Luigi đấm vào lưng Yoshi. Sau đó, Yoshi tiếp tục xuất hiện trong Super Mario World 2: Yoshi's Island trong Super NES, trong đó người chơi phải điều khiển nhiều con Yoshi khác nhau để tránh cho Mario khỏi bị tổn hại trong trò chơi. Điều này dẫn đến một loạt các trò chơi khác như Yoshi's Safari trong Super NES, Yoshi's Story trong Nintendo 64, Yoshi's Universal Gravitation trong Game Boy Advance, Yoshi's New Island trong Nintendo 3DS và một số trò chơi dành cho Nintendo DS, bao gồm Yoshi Touch & Go, Yoshi's Island DS và Super Mario 64 DS. Vào năm 2015, một trò chơi Yoshi gốc đã được phát hành trên Wii U có tên Yoshi's Woolly World. Sau đó, vào năm 2017, một cổng của trò chơi nói trên (được đổi tên thành Poochy And Yoshi's Woolly World) đã được phát hành trong Nintendo 3DS. Yoshi cũng xuất hiện trong một trò chơi khác được phát hành năm 2017, Super Mario Odyssey. Năm 2019, Yoshi's Crafted World đã được phát hành trên Nintendo Switch.
Mặc dù được giới thiệu trên Super NES năm 1990, Yoshi cũng là nhân vật chính của hai trò chơi: Yoshi (phát hành năm 1992) và Yoshi's Cookie (phát hành năm 1993). Cả hai trò chơi này cũng được phát hành trong Game Boy Advence. Yoshi xuất hiện với tư cách là một thành viên hỗ trợ trong loạt trò chơi Mario là Missing for NES, SNES và MS-DOS vào năm 1993. Yoshi xuất hiện trong Super Mario 64 với tư cách là một nhân vật không thể chơi được khi hoàn thành toàn bộ trò chơi và chỉ được xuất hiện khi đã thắng cuộc. Yoshi cũng xuất hiện trong bản DS sau đó với tư cách là một nhân vật có thể chơi (và đóng vai chính).
Trong Super Mario Sunshine (GameCube), các con Yoshi có thể được Mario cưỡi như trong Super Mario World. Tuy nhiên, trong trò chơi này, ngoài Yoshi xanh, ba con khác mang màu cam, hồng và tím, mỗi loại có sức mạnh hơi khác nhau và thu được khi mang một số trái cây nhiệt đới nhất định vào trứng của mình. Yoshi xuất hiện trong New Super Mario Bros Wii và New Super Mario Bros., với cách thức giống như Super Mario World, nhưng có thêm khả năng sử dụng Flutter Jump và Ground Pound như trong các trò chơi Yoshi's Island. New Super Mario Bros cũng đáng chú ý có sự trở lại của các bé Yoshi, kể từ Super Mario World.
Yoshi cũng xuất hiện trong Super Mario Galaxy 2 với "Flutter Jump" và "Ground Pound". Tuy nhiên, một số loại thực phẩm nhất định cấp thêm sức mạnh và thay đổi màu xanh đặc trưng của Yoshi thành màu của trái cây: "Dash Pepper" là màu đỏ cho tốc độ cực nhanh, "Blimp Fruit" là màu xanh dương cho phép Yoshi nổi lên trên nước và "Bulb Berry" là màu vàng cho thấy hoạt động ẩn. Trong Super Mario Galaxy, Yoshi ban đầu cũng được đề xuất sẽ có, nhưng không được tham gia vì đã xuất hiện trong quá nhiều trò chơi.
Loài Yoshi xuất hiện lần đầu tiên trong loạt Paper Mario trong chương thứ năm của Paper Mario khi Mario đi qua một ngôi làng của loài Yoshi và giải cứu các bé Yoshi sau khi bị lạc trong khu rừng rậm bên ngoài ngôi làng. Trong Paper Mario: The Thousand-Year Door (Paper Mario: Cánh cửa ngàn năm), Mario giải cứu một quả trứng nở ra một bé Yoshi, sau đó gia nhập đội của mình trong chương thứ ba của trò chơi và có thể được đặt tên khi làm như vậy. Màu sắc của Yoshi phụ thuộc vào lượng thời gian trôi qua giữa việc giải cứu trứng và trứng nở, với bộ hẹn giờ được đặt lại sau 20 phút trôi qua. Không giống như trong một số trò chơi, màu sắc của Yoshi chỉ đơn thuần được trang điểm. Yoshi có đòn tấn công duy nhất có thể gây sát thương cho hai Viên sắt được gọi là "Thiết giáp" được giới thiệu trong cùng một chương (ngay cả một Superguard hoàn hảo hoặc huy hiệu "Piercing Blow" sẽ không làm trầy xước chúng). Yoshis xuất hiện nhiều lần với tư cách là nhân vật không phải người chơi trong toàn bộ loạt Mario & Luigi và có cả một câu lạc bộ cho riêng mình.
Yoshi và các loài của mình xuất hiện rất nhiều trong Super Mario Maker. Ngoài ra Yoshi cũng xuất hiện trong Super Mario World, Super Mario Bros. U, Mario + Rabbids: Kingdom Battle, và các trò thể thao: Mario Tennis, Mario Golf, Mario Super Sluggers, Super Mario Strikers và Mario & Sonic tại Thế vận hội Olympic.

## Đón nhận
Kể từ khi xuất hiện, Yoshi đã nhận được sự đón nhận nhiệt tình từ những người thích loạt trò chơi Mario. Yoshi là một trong những nhân vật nổi tiếng nhất trong Mario và được quảng bá trong nhiều mặt hàng lưu niệm như đồ chơi, áo sơ mi và hình vẽ. Yoshi là một trong ba nhân vật trong Mario được quảng bá trong Happy Meal, một trong những đồ chơi do McDonald's sản xuất, bên cạnh Mario và Donkey Kong. Trong một cuộc khảo sát được thực hiện vào năm 2008, Yoshi đã được bình chọn là nhân vật trò chơi video được yêu thích thứ ba tại Nhật Bản, sau Mario và Cloud Strife. GameTrailers đã tạo ra một video vinh danh Yoshi trong Super Mario Galaxy 2.
WhatCARM đã xếp Yoshi ở vị trí đầu tiên trong danh sách "20 trò chơi điện tử hàng đầu mọi thời đại" của họ. Cheat Code Central liệt kê Yoshi là nhân vật phụ xuất sắc thứ ba trong các trò chơi, cũng như một trong những nhân vật trò chơi thân thiện nhất. GameSpy xếp Yoshi là trò chơi hay thứ bảy trên thế giới, vượt qua Luigi với lý do chỉ có Yoshi mới có thể trở nên xanh mà vẫn rất ấn tượng về ngoại hình. Tạp chí Complex xếp Yoshi ở vị trí thứ tư trong số 25 con rồng mạnh nhất trong game, đặc biệt đánh giá Yoshi là nhân vật phụ hay nhất mọi thời đại. Tạp chí Nintendo của Úc đã so sánh lòng trung thành của Yoshi với chó - một loài vật cũng rất trung thành với người. Yoshi được xếp ở vị trí thứ 52 trong top 100 nhân trò chơi của GamesRadar. Trong danh sách "50 nhân vật trò chơi hàng đầu mọi thời đại" của Sách Kỷ lục Guinness xuất bản năm 2011, Yoshi xếp thứ 21 và thứ 2 (chỉ sau Mario) trong loạt trò chơi cùng tên . Năm 2014, Watchmojo.com xếp Yoshi ở vị trí thứ 4 trong danh sách 10 nhân vật trò chơi thân thiện nhất.